# Podostroma solmsii
Podostroma solmsii är en svampart som först beskrevs av Eduard Fischer, och fick sitt nu gällande namn av Sanshi Imai 1932. Podostroma solmsii ingår i släktet Podostroma och familjen Hypocreaceae.   Inga underarter finns listade i Catalogue of Life.